# Panupong Pijittham
Pattanan Pijittham (thailändisch พัทธนันท์ พิจิตรธรรม, * 4. Februar 1989 in Ubon Ratchathani), auch als Champ (thailändisch แชมป์) bekannt, ist ein thailändischer Fußballspieler.

## Karriere
Pattanan Pijittham erlernte das Fußballspielen in der Jugendmannschaft von Chainat Hornbill FC in Chainat. Bei dem Drittligisten unterschrieb er 2009 auch seinen ersten Profivertrag. 2010 wurde er mit dem Club Vizemeister und stieg somit in die zweite Liga, die Thai Premier League Division 1, auf. Im darauffolgenden Jahr wurde er Vizemeister der Zweiten Liga und stieg in die Thai Premier League auf. 2013 verließ er nach 87 Spielen den Club und schloss sich Ligakonkurrent Chonburi FC, einem Verein, der in Chonburi beheimatet ist, an. Mit Chonburi wurde er 2014 Vizemeister und stand im Finale des Thai FA Cup, dass der Verein jedoch mit 0:1 gegen Bangkok Glass verlor. 2015 wechselte er nach Suphanburi zum Erstligisten Suphanburi FC. Sein ehemaliger Verein Chonburi FC nahm ihn die Saison 2017 wieder unter Vertrag. Nach einem Jahr verließ er Chonburi und schloss sich 2018 dem Zweitligisten Chiangmai FC aus Chiangmai an. Die Saison wurde er an den Zweitligaaufsteiger JL Chiangmai United FC ausgeliehen. Nach Vertragsende in Chiangmai wechselte er 2020 nach Bangkok, wo er sich dem Zweitligisten MOF Customs United FC anschloss. Nachdem er bei den Customs nicht zum Einsatz gekommen war, wechselte er am 1. Juli 2020 zum Ligakonkurrenten Kasetsart FC. Nach einem Jahr wechselte er in die dritte Liga. Hier schloss er sich Pattaya Dolphins United aus Pattaya an. Am Ende der Saison 2021/22 feierte er mit den Dolphins die Meisterschaft der Eastern Region. In den Aufstiegsspielen zur zweiten Liga konnte man sich nicht durchsetzen. Nach neun Ligaspielen wechselte er im Sommer 2022 zum Amateurligisten Ubon Poly FC.

## Erfolge
Chainat Hornbill FC
- 2010 – Regional League Division 2 – Northern Region – Vizemeister  ▲
- 2011 – Thai Premier League Division 1 – Vizemeister  ▲

Chonburi FC
- 2014 – Thai Premier League – Vizemeister
- 2014 – Thai FA Cup – Finalist

Pattaya Dolphins United
- Thai League 3 – East: 2021/22